# Bahnhof Jena West
Der Bahnhof Jena West (auch als Westbahnhof bezeichnet) liegt im Westen des Jenaer Stadtzentrums an der Bahnstrecke Weimar–Gera (auch „Holzlandbahn“ oder Mitte-Deutschland-Verbindung genannt) zwischen Weimar, Jena-Göschwitz und Gera Hbf. Er befindet sich im Stadtteil Jena-Süd.
Die Station wurde am 29. Juni 1876 zeitgleich mit der Strecke eröffnet. Der ehemalige Bahnhof III. Klasse wird von der Deutschen Bahn in die Preisklasse 3 eingestuft.
Der Bahnhof trug bis zum 30. Juni 1924 den Namen Jena Weimar-Geraer Bahnhof, was im Gegensatz zum Saalbahnhof auf Antrag der Stadt Jena zur jetzigen Bezeichnung geändert wurde.

## Geschichte
Das Empfangsgebäude stand zur Streckeneröffnung im Jahre 1876 noch nicht, es wurde jedoch bis 1878 von der Weimar-Geraer Eisenbahn-Gesellschaft errichtet und ist, bis auf die beiden nachfolgend beschriebenen Änderungen, in dieser Form auch heute noch erhalten. 1908 wurde die Freitreppe in der Mitte des Gebäudes durch einen neuen Mittelbau ersetzt; 1981 kam das Aufsichtsgebäude an der Bahnsteigseite des Empfangsgebäudes hinzu.
Da die Betriebsdurchführung vor allem in den Anfangsjahren der Weimar-Geraer Bahn durch die schwierigen Geländeverhältnisse zwischen Großschwabhausen und Jena West oftmals schlecht zu handhaben war, was auch auf die bei den Fahrzeugen fehlenden Leistungsreserven zurückzuführen war, wurden auf diesem Abschnitt zahlreiche Züge nachgeschoben. Für diese Zwecke wurde im Bahnhof Jena West ein zweiständiger Lokschuppen samt Übernachtungsmöglichkeit errichtet, dessen Einfahrt sich ursprünglich auf der Bahnsteigseite befand. Da die Länge der Bahnsteige aber bald nicht mehr genügte, verlegte man die Einfahrt auf die entgegensetzte Seite des Lokschuppens.
Außerdem entstand zur Streckeneröffnung eine Wasserstation, währenddessen auch der Bahnsteig zwischen den Gleisen 2 und 3 verlegt und die Gleisunterführung gebaut wurde. Überdies standen auch weitere Anlagen wie Güterschuppen, Laderampe und -straße sowie eine Gleiswaage zur Verfügung.
Um 1926 wurde der Lokschuppen stillgelegt, da sich die Leistung der Lokomotiven deutlich erhöht hatte. Er wurde seitdem unter anderem als Sporthalle genutzt. Aktuell hat das Kassablanca, Club und Ort verschiedener kultureller Tätigkeiten, dort seine Heimat.
Bis 1963 wurde der Westbahnhof durch die Straßenbahnlinie 3, die zwischen Saalbahnhof und Westbahnhof pendelte, bedient. Auf dem Vorplatz des Westbahnhofs befand sich ein Stumpfgleis. Nach Einstellung dieser Linie wurde der Verkehr durch Busse ersetzt. Auch Fernbuslinien hielten am Westbahnhof.
Mit der Wende wurden die Gleisanlagen massiv zurückgebaut, alle Werksanschlüsse oder dem Güterverkehr dienenden Gleise sowie dazugehörige Weichen wurden entfernt. Der Bahnhof hat heute nur noch zwei Durchgangsgleise und vier Überleitweichen. Güterverkehr findet im Bahnhof nicht mehr statt.
Das Empfangsgebäude wurde um 2000 renoviert, es zogen einige Einzelhandelsgeschäfte (Zeitschriften-, Blumen- (im ehemaligen Intershop), Modellbahnladen, mehrere Imbisse) ein. Im zweiten Halbjahr 2006 bekamen die Bahnsteige einen neuen Anstrich und neue Sicherungsanlagen sowie die Möglichkeit, den Bahnsteig vom Gleis 2 in Richtung Schott-Werke zu verlassen.
Am 27. Oktober 2002 gingen das Fahrdienstleiterwerk „J“ sowie das Wärterstellwerk „Js“, beide der Bauart Jüdel, außer Betrieb.
Im Zuge des Ausbaus der Mitte-Deutschland-Verbindung (MDV) plante die DB, wie auch beim Bahnhof Göschwitz die Bahnsteiglänge von 300 m auf 170 m zurückzubauen, was die Reaktivierung als Bahnhof des Fernverkehrs weiter erschwert hätte. Das Eisenbahnbundesamt genehmigte aber in seinem Planfeststellungsbeschluss 2013 diese Absichten nicht.

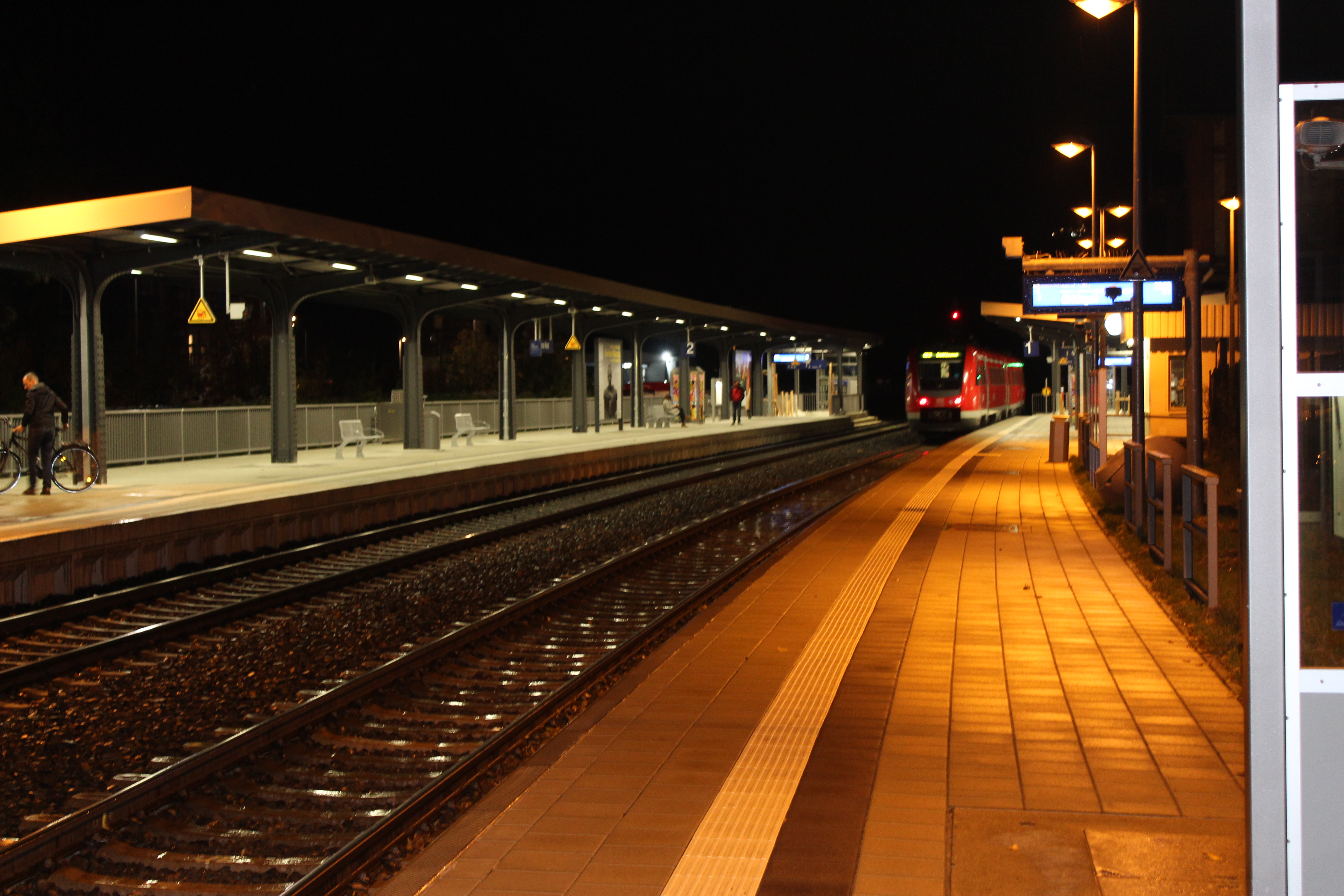
Bahnsteige (2017)

Am 4. September 2016 ging der Bahnhof im Rahmen des zweigleisigen Ausbaus zwischen Weimar und Gera nach einer mehrmonatigen Sperrpause wieder modernisiert in Betrieb. Außerhalb des Bahnhofs befindet sich innerhalb der heutigen Buswendeschleife eine von der Stadt errichtete und kommunal betriebene Toilette.
Überraschenderweise plant die Deutsche Bahn im Jahr 2019 statt einer Verkürzung der Bahnsteige eine Verlängerung auf 405 Meter.
Derzeit wechseln die Mieter im Bahnhofsgebäude häufiger. Im ehemaligen Geschäft für Modellbahnen ist eine Backwarenkette etabliert, die zusätzlich im Außenbereich eine weitere Verkaufsstelle hat. Es gibt ein Pressegeschäft mit einzelnem Reisebedarf, einen Friseur, eine Pizzeria sowie ein Sushigeschäft. Außerdem unterhält die Bahn einen Fahrkartenverkauf. Im Obergeschoss findet sich auf 800 m² ein Coworking-Anbieter für den IT-Bereich.

## Anlagen

### Bahnsteige
Die Bahnsteige wurden durch den Einbau von Aufzügen der Firma Schindler barrierefrei gestaltet.
| Gleis | Länge in m | Höhe in cm |
| ----- | ---------- | ---------- |
| 1     | 297        | 55         |
| 2     | 277        | 55         |

### Anlagen für den Anschlussverkehr

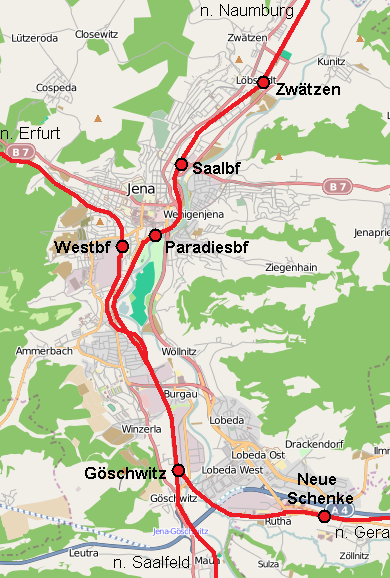
Lage des Bahnhofs im Stadtgebiet

1878 wurde der erste Privatanschluss eingerichtet, worauf im Jahre 1889 ein weiterer folgte, der 1894 von Schott & Gen., dem heutigen Schott JENAer Glas, übernommen wurde. Die Güter mussten zunächst auf eine schmalspurig ausgeführte Werkbahn umgeladen werden, bis diese später in eine normalspurige umgewandelt wurde. Es existierte auch ein Brauerei-Anschluss, bei dem die (meist Kohle-) Waggons bis an den Anschluss gefahren und anschließend in eine Feldbahn mit 600 Millimeter Spurweite umgeladen wurden; dieser Anschluss bestand bis in die 1970er Jahre hinein.

## Bedeutung
Der Bahnhof Jena West nahe dem Stadtzentrum war neben dem vor den Toren der Stadt liegenden Bahnhof Jena-Göschwitz der größte Unterwegsbahnhof der Weimar-Geraer Bahn. Von den Jenaer Bahnhöfen und Haltepunkten ist er der meistfrequentierte – aktuell nutzen ihn durchschnittlich zwischen 5.000 und 20.000 Reisende am Tag, damit ist sein Fahrgastaufkommen höher als das des ICE-Haltes Jena Paradies an der Saalbahn, welcher im Schnitt vergleichsweise geringe 3.500 Reisende am Tag vorweisen kann. Stark frequentiert wird der Bahnhof von Berufspendlern und Studenten auf dem Weg in die Nachbarstädte Erfurt und Weimar, die in etwa 30 bzw. 15 Minuten erreichbar sind.
Dennoch verlor der Bahnhof mit Einstellung der Interregio-Linie Aachen/Düsseldorf–Paderborn–Bebra–Weimar–Jena West–Gera–Chemnitz zunächst die letzte Fernreiseanbindung. Er wird heute von Erfurter-Bahn- und RegionalExpress-Zügen bedient, wobei deren Taktfahrplan je nach Wochentag rechnerisch zwischen 30 Minuten und einer Stunde pro Richtung liegt. Seit Dezember 2018 wird Jena West mit dem IC 51 Gera-Düsseldorf/Köln wieder von einem Fernzug angefahren, wenn auch lediglich dreimal pro Tag und Richtung. Das Land Thüringen unterstützt mit jährlich 750.000 Euro die Nutzung der Strecke, weshalb die Relation zwischen Erfurt und Gera auch mit Nahverkehrstickets nutzbar ist.
Güterverkehr und Anschlussbedienungen sind heute eingestellt, die Gleise wurden bis 2004 allesamt abgerissen. Der Bahnhof besitzt heute nur noch zwei Bahnsteiggleise und vier Überleitweichen. Das südliche Gleis 3, welches bereits seit etwa 2001 wegen „Oberbaumängeln“ gesperrt war, wurde mit den anderen stillgelegten Gleisanlagen im Jahre 2004 entfernt.
Zugkreuzungen sind aufgrund der Zweigleisigkeit zwischen Weimar und Papiermühle möglich.

## Verkehrsanbindung
Der Haltepunkt Jena Paradies ist rund 600 Meter östlich gelegen, die Jenaer Innenstadt befindet sich rund 800 Meter vom Bahnhof in die gleiche Richtung. Zwischen beiden Bahnhöfen verkehren die Buslinien 410 (JES) und 820 (KomBus). Am Bahnhof befindet sich ein Taxistand.

### Fern- und Regionalverkehr
Auf den Regional-Expresslinien werden Dieseltriebwagen der Baureihe 612 und auf der Regionalbahnlinie werden Stadler Regio-Shuttle RS1 oder die Desiro BR 642 eingesetzt. Im Fahrplanjahr 2024 wird der Bahnhof Jena West von folgenden Linien bedient:
| Linie | Fahrtverlauf | Takt (min)              | Betreiber                                              |
| ----- | --- | ----------------------- | ------------------------------------------------------ |
| IC 51 | (Düsseldorf / Köln) – Kassel – Eisenach Hbf – Gotha – Erfurt Hbf – Weimar – Jena West – Jena-Göschwitz – Gera Hbf | Drei Zugpaare           | DB Fernverkehr AG (zw. Erfurt und Gera auch als RE 51) |
| RE 1  | Göttingen – Leinefelde – Erfurt – Weimar – Jena West – Gera – Glauchau (Sachs)                                    | 120                     | DB Regio Südost                                        |
| RE 3  | Erfurt – Weimar – Jena West – Gera – Altenburg / Greiz                                                            | 120                     | DB Regio Südost                                        |
| RE 3  | Erfurt – Weimar – Jena West – Jena-Göschwitz                                                                      | 120                     | DB Regio Südost                                        |
| RB 21 | Erfurt Hbf – Weimar – Jena West – Jena-Göschwitz – Hermsdorf-Klosterlausnitz – Gera Hbf                           | 060 (Mo–Fr) 120 (Sa–So) | Erfurter Bahn                                          |

### Öffentlicher Nahverkehr
Der Westbahnhof ist durch die zwei Haltestellen Westbahnhof und Westbahnhofstraße an das Jenaer Busnetz angeschlossen.
| Linie        | Verlauf                                                                                                  |
| ------------ | --- |
| 10           | Stadtzentrum – Westbahnhofstraße – Ernst-Abbe-Hochschule – Beutenberg Campus – Damaschkeweg – Burgaupark |
| 11           | Stadtzentrum – Westbahnhofstraße – Ernst-Abbe-Hochschule – Beutenberg Campus – Ammerbach                 |
| 12           | Stadtzentrum – Westbahnhofstraße – Ernst-Abbe-Hochschule – Beutenberg Campus – Winzerla – Göschwitz      |
| 15           | Westbahnhof – Westbahnhofstraße – Stadtzentrum – Jena Saalbahnhof – Schützenhofstraße – Rautal           |
| 410/411 (41) | Westbahnhof – Busbahnhof Jena – und weiter nach Eisenberg                                                |
| KomBus-964   | von/nach Pößneck                                                                                         |
| KomBus-820   | von/nach Schleiz                                                                                         |

Ehemalige Straßenbahn
Zwischen 1939 und 1963 bestand eine Linie der Straßenbahn Jena zwischen Westbahnhof und Saalbahnhof. Die Buswendeschleife vor dem Westbahnhof ist ein heute noch erkennbares Relikt dieser Straßenbahn, nachdem eine Zeitlang der Gleiskörper an den Haltestellen der Regionalbusse vorhanden gewesen war.
Die Relation wird heute von der Buslinie 15 befahren. Wegen der geringen Auslastung zwischen Stadtzentrum und Westbahnhof wurde die Linie 15 auf diesem Abschnitt in den Entwürfen zum Nahverkehrsplan 2014–2018 in Frage gestellt. Derzeit findet hier für die Elektromobilität ein Test mit elektrisch betriebenen Bussen statt, für den 2020 ein neuer Ladeturm errichtet wurde.